# Ulrike Hanke-Hänsch
Ulrike Hanke-Hänsch (* 1938) ist eine deutsche Schauspielerin und Hörspielsprecherin.

## Leben
Über das Leben von Ulrike Hanke-Hänsch war wenig in Erfahrung zu bringen. Eines ihrer frühesten Theater-Engagements hatte sie am Kleist-Theater in Frankfurt an der Oder. Bis auf wenige Ausnahmen hat sie vor der Wende fast ausschließlich für Produktionen des Fernsehens der DDR vor der Kamera gestanden. Auch nach der Wende war das Fernsehen ihr Hauptauftragsgeber. Eine weitere Aufgabe, die sie sehr beschäftigte, war die einer Hörspielsprecherin für den Rundfunk.
Ulrike Hanke-Hänsch lebt in Berlin und war mit dem Schauspieler Gert Hänsch (1922–1984) verheiratet.

## Filmografie
- 1971: Optimistische Tragödie (Fernsehfilm)
- 1974: Die Frauen der Wardins (Fernseh-Dreiteiler)
- 1975: Sensationsprozeß Marie Lafarge (Fernsehfilm)
- 1978: Polizeiruf 110: Die letzte Chance (Fernsehreihe)
- 1980: Die Heimkehr des Joachim Ott (Fernsehfilm)
- 1980: Polizeiruf 110: Der Hinterhalt
- 1980: Unser Mann ist König (Fernsehserie, 1 Episode)
- 1982: Geschichten übern Gartenzaun (Fernsehserie, 1 Episode)
- 1985: Zahn um Zahn  (Fernsehserie, 1Episode)
- 1986: Polizeiruf 110: Gier
- 1986: Ernst Thälmann (Fernsehzweiteiler)
- 1987: Kiezgeschichten (Fernsehserie, 1 Episode)
- 1987: Spuk von draußen (Fernsehserie, 1 Episode)
- 1988: Polizeiruf 110: Eine unruhige Nacht
- 1988: Kai aus der Kiste
- 1988: Die Entfernung zwischen dir und mir und ihr
- 1988: Spuk von draußen (Fernsehserie, 1 Episode)
- 1989: Polizeiruf 110: Der Fund
- 1989: Tierparkgeschichten (Fernsehserie, 1 Episode)
- 1989: Polizeiruf 110: Mitternachtsfall
- 1989: Die gläserne Fackel (Fernsehserie, 2 Episoden)
- 1990: Polizeiruf 110: Der Tod des Pelikan
- 1990: Polizeiruf 110: Ball der einsamen Herzen
- 1990: Alter schützt vor Liebe nicht (Fernsehfilm)
- 1991: Spreewaldfamilie (Fernsehserie, 1 Episode)
- 1991: Polizeiruf 110: Mit dem Anruf kommt der Tod
- 1991: Olle Hexe
- 1992: Sherlock Holmes und die sieben Zwerge (Fernsehserie, 1 Episode)
- 2005: SOKO Wismar (Fernsehserie, 1 Episode)
- 2012: Lotta (Fernsehreihe, 1 Episode)
- 2013: Quellen des Lebens
- 2013: Morden im Norden (Fernsehserie, 1 Episode)

## Theater
- 1965: Wiktor Rosow: Am Tage der Hochzeit – Regie: Carl Rüdiger (Kleist-Theater Frankfurt (Oder))
- 1983: Sophokles: Elektra – Regie: Christian Bleyhoeffer (Landestheater Altenburg)

## Hörspiele
- 1970: Anita Heiden-Berndt Licht in der Stanitza (3. Frau) – Regie: Manfred Täubert (Kinderhörspiel – Rundfunk der DDR)
- 1972: Alfred Reinhold Böttcher: Betragen: vier (Frau Schneck) – Regie: Manfred Täubert (Kinderhörspiel – Rundfunk der DDR)
- 1973: Peter Brock: Klar Schiff bei Hochhäusel (Kundin) – Regie: Joachim Gürtner (Hörspielreihe: Neumann, zweimal klingeln – Rundfunk der DDR)
- 1974: Brigitte Gotthardt: Treffpunkt Cafe Corso (Postangestellte) – Regie: Joachim Gürtner (Hörspielreihe: Neumann, zweimal klingeln  – Rundfunk der DDR)
- 1974: Miklós Gyárfás: Herzklopfen unterm Kirschbaum (Mutter) – Regie: Katalin Kövary (Hörspiel – Rundfunk der DDR)
- 1985: Barbara Augustin: Weiße Taube (Frau Wille) – Regie: Detlef Kurzweg (Kurzhörspiel aus der Reihe Waldstraße Nummer 7 – Rundfunk der DDR)
- 1985: Clemens Brentano: Das Mädchen aus dem Blumentopf – Regie: Norbert Speer (Kinderhörspiel – Rundfunk der DDR)
- 1986: Iván Mándy: Träum’ schön, Mädel (Frau Kemenes) – Regie: Ingeborg Medschinski (Hörspiel – Rundfunk der DDR)
- 1987: Jochen Hauser: Wie ich Vatis Auto verborgte (Sekretärin) – Regie: Maritta Hübner (Kinderhörspiel – Rundfunk der DDR)
- 1987: Brüder Grimm: Der Frieder und das Katherlieschen – Regie: Manfred Täubert (Kinderhörspiel – Rundfunk der DDR)
- 1988: Monika Thiel: Kurzurlaub (Wirtin) – Regie: Detlef Kurzweg (Kurzhörspiel aus der Reihe Waldstraße Nummer 7 – Rundfunk der DDR)
- 1988: Antti Tuuri: Auf der Suche (Frau) – Regie: Ari Kallio (Hörspiel – Rundfunk der DDR)
- 1991: Oliver Bukowski: Die Halbwertzeit der Kanarienvögel (Frauenstimme) – Regie: Barbara Plensat (Hörspiel – Funkhaus Berlin)